# Funaria commutata
Funaria commutata là một loài Rêu trong họ Funariaceae. Loài này được (Durieu & Mont.) Lindb. mô tả khoa học đầu tiên năm 1903.